# レコニング・ナイト
『レコニング・ナイト』（Reckoning Night）は、フィンランドのヘヴィメタルバンド、ソナタ・アークティカが2004年に発表した4作目のスタジオ・アルバム。

## 収録曲
1. ミスプレイスド - Misplaced
2. ブラインデッド・ノー・モア - Blinded No More
3. エイント・ユア・フェアリーテイル - Ain't Your Fairytale
4. レコニング・デイ、レコニング・ナイト - Reckoning Day, Reckoning Night
5. ドント・セイ・ア・ワード - Don't Say A Word
6. ザ・ボーイ・フー・ウォンテッド・トゥ・ビー・ア・リアル・パペット - The Boy Who Wanted to Be a Real Puppet
7. マイ・セリーヌ - My Selene
8. ワイルドファイア - Wildfire
9. ホワイト・パール、ブラック・オーシャンズ - White Pearl, Black Oceans...
10. シャーマンダライ - Shamandalie
11. レキング・ザ・スフィア - Wrecking the Sphere ※1
12. ジャム - Jam ※2

※1日本盤ボーナストラック
※2 隠しトラック

## 参加ミュージシャン
- トニー・カッコ - vocals
- ヤニ・リーマタイネン - guitar
- ヘンリク・クリンゲンベリ - keyboards
- マルコ・パーシコスキ - bass
- トミー・ポルティモ - drums